# Контурси-Терме
Контурси-Терме (итал. Contursi Terme) — коммуна в Италии, располагается в регионе Кампания, в провинции Салерно.
Население составляет 3182 человека, плотность населения составляет 114 чел./км². Занимает площадь 28 км². Почтовый индекс — 84024. Телефонный код — 0828.
Покровителем коммуны почитается святой Донат из Ареццо. Праздник ежегодно празднуется 7 августа.